# Radoryż Smolany
Radoryż Smolany – wieś w Polsce położona w województwie lubelskim, w powiecie łukowskim, w gminie Krzywda. 
| SIMC    | Nazwa | Rodzaj    |
| ------- | ----- | --------- |
| 0677330 | Dwór  | część wsi |

Wieś stanowi sołectwo w gminie Krzywda. Według Narodowego Spisu Powszechnego z roku 2011 wieś liczyła 460 mieszkańców.
Wierni Kościoła rzymskokatolickiego należą do parafii Matki Bożej Częstochowskiej w Radoryżu Kościelnym.

## Historia miejscowości
Pierwsza wzmianka o wsi Radorzirz pochodzi z roku 1420, kiedy to chłopi protestowali przeciwko pozywaniu ich przez dziedzica tej wsi przed sąd w Lublinie, uważając za właściwy sąd w Radomiu. Wieś była położona po obu stronach granicy ziem łukowskiej i stężyckiej i używano dwóch nazw – Radoryż i Radoryżec, a później Radorzis Magna i Radorzis Parwa. Ponadto Radoryż przynależał do parafii w Tuchowiczu, a Radoryżec od roku 1437 do parafii wojcieszkowskiej. Z Radoryża wywodzi się rodzina Radorziskich, której członkowie w XVI wieku wybudowali pałac otoczony parkiem. Pałac został zniszczeniu podczas potopu szwedzkiego. 
W XVIII wieku wieś była własnością kasztelana połanieckiego Antoniego Cieciszewskiego. Jego spadkobiercy opuścili Radoryż dopiero w roku 1863 na skutek represji po powstaniu styczniowym. Już przed rokiem 1848 w Radoryżu istniał dwór, podobnie jak poprzedni otoczony parkiem. Ciągłym problemem była wilgoć, natomiast dumą – biblioteka, która uchowała się do roku 1945 i została wykorzystana przez okolicznych mieszkańców m.in. na opał w czasie wyjątkowo ciężkiej zimy 1945 roku. W Radoryżu zamieszkiwała rodzina Potworowskich, której słynący z sadów majątek (obok majątku krzywdziańskich Szulców) należał do największych w okolicy.

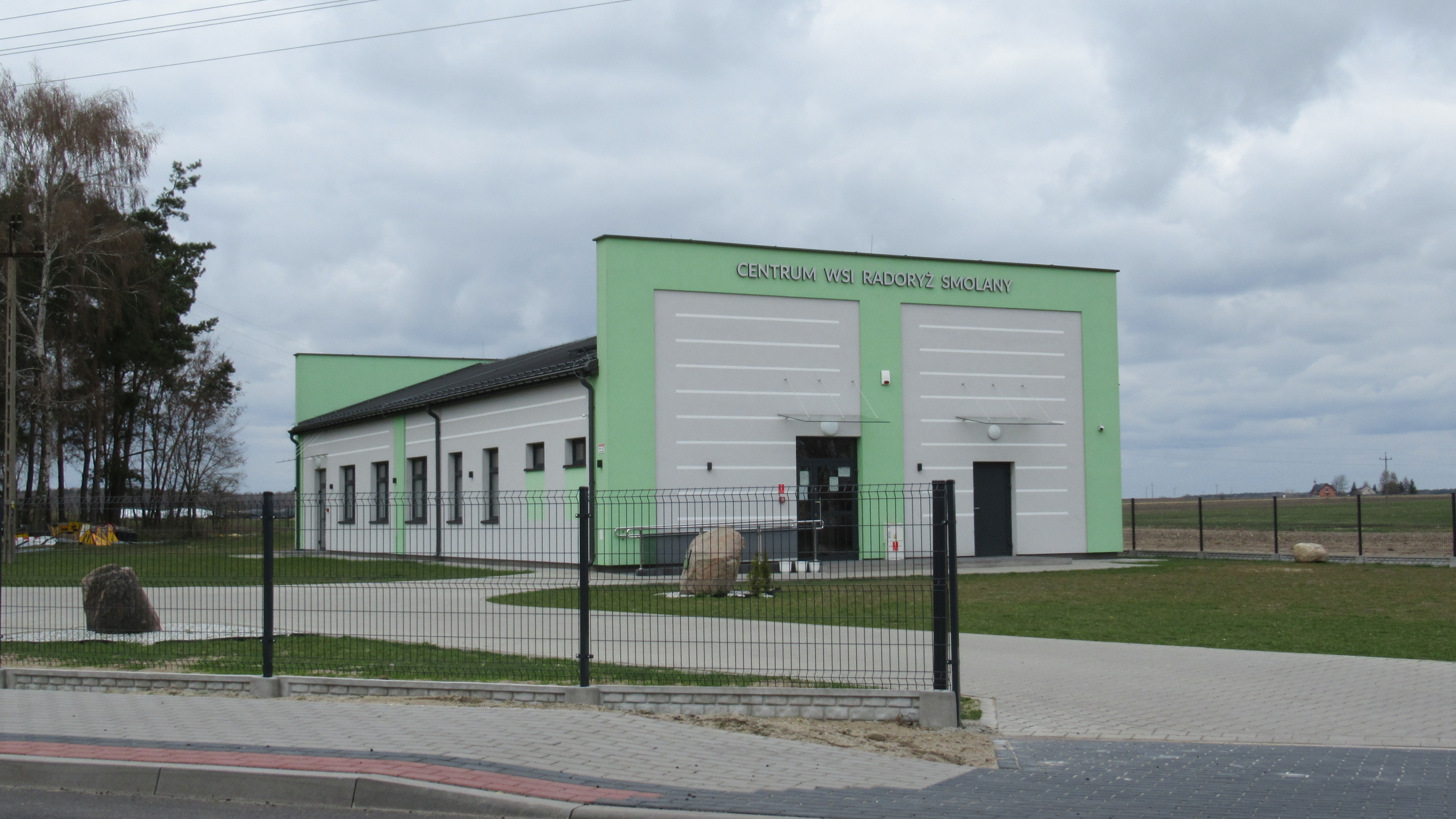
Świetlica wiejska w Radoryżu Smolanym

Okolice Radoryża wyzwolono spod hitlerowskiej okupacji 22 lipca 1944 roku. Po wojnie majątek rozparcelowano. Dwór i zabudowania folwarczne, mocno zdewastowane, zostały przeznaczone na szkołę rolniczą – Powiatową Szkołę Gospodarstwa Wiejskiego. W pierwszym roku naukę podjęło jednak jedynie ośmiu uczniów, a i oni zrezygnowali przed upływem roku. Następnie, w latach 1945–1947, był tu Ośrodek Przysposobienia Rolniczego, później prowadzono Kurs Administracji Rolnej, następnie Gimnazjum Rolnicze i w końcu Liceum 1. stopnia dla dorosłych, które 1 czerwca 1951 roku zakończyło działalność; pozostało jedynie gospodarstwo rolne podległe resortowi oświaty. Działalność edukacyjną wznowiono w 1955 roku, kiedy powstało Technikum Rolniczo-Łąkarskie, choć uczniowie pojawili się dopiero w roku 1957 po częściowo zakończonym remoncie.
Pod koniec lat pięćdziesiątych XX wieku Radoryż Smolany zelektryfikowano; wybudowano tu także studnię głębinową i zakończono budowę szosy. W latach 1959–1960 wybudowano nowy gmach szkoły.
Do 1954 roku istniała gmina Radoryż. W latach 1954–1972 wieś była siedzibą gromady Radoryż Smolany, po jej zniesieniu w gromadzie Krzywda. W latach 1975–1998 miejscowość administracyjnie należała do województwa siedleckiego.
We wsi znajduje się Szkoła Podstawowa im. ks. kard. Stefana Wyszyńskiego oraz Zespół Szkół im. Władysława Tatarkiewicza (dawne Technikum Łąkarskie).
3 lipca 2021 otwarto nową świetlicę wiejską. Obiekt o powierzchni użytkowej prawie 300 m² powstał dzięki wsparciu Unii Europejskiej (łączny koszt ok. 1,4 mln PLN), składa się z wielofunkcyjnej sali i wyposażony jest w zaplecze kuchenne, sanitarne i techniczne.
3 czerwca 2024 rozpoczęła działalność strzelnica sportowo-rekreacyjna przy Zespole Szkół im. Władysława Tatarkiewicza – „Strzelnica Smolany”.